# Joseph Paul-Boncour
Joseph Paul-Boncour (n. 4 de Agosto de 1873, Saint-Aignan - f. 28 de Março de 1972, Paris ) foi um político francês. Ocupou o cargo de primeiro-ministro da França, entre 18 de Dezembro de 1932 a 31 de Janeiro de 1933.